# Stomaphis quercisucta
Stomaphis quercisucta är en insektsart som beskrevs av Ge-Xia Qiao och G.-x. Zhang 1999. Stomaphis quercisucta ingår i släktet Stomaphis och familjen långrörsbladlöss. Inga underarter finns listade i Catalogue of Life.